# Channing Tatum
Channing Matthew Tatum (Cullman, Alabama, 1980. április 26. –) amerikai színész, filmproducer és táncos.
Karrierjét modellként kezdte, majd első filmes szerepét a 2005-ös Carter edző című filmben kapta. Hírnévre a Step Up (2006) című zenés-táncos film főszereplőjeként tett szert. Egyéb főszerepei voltak még a Magic Mike (2012) és a Magic Mike XXL (2015), továbbá a 21 Jump Street – A kopasz osztag (2012) és a 22 Jump Street – A túlkoros osztag (2014) című filmekben. A G. I. Joe: A kobra árnyéka (2009) és a G.I. Joe: Megtorlás (2013) című akciófilmekben szintén főszerepet töltött be.
Játszott romantikus filmekben – Micsoda srác ez a lány! (2006), Kedves John! (2010), Fogadom (2012) –, valamint feltűnt A dilemma (2012) című vígjátékban, Az elnök végveszélyben (2013) című thrillerben, a Foxcatcher (2014) című életrajzi drámában, az Aljas nyolcas (2015) című westernfilmben, továbbá az Ave, Cézár! (2016) és a Logan Lucky – A tuti balhé (2017) című vígjátékokban.

## Fiatalkora és tanulmányai
Tatum az alabamai Cullmanban született, Kay Tatum (született Faust) légitársasági alkalmazott és Glenn Tatum építőipari munkás fiaként. Van egy Paige nevű nővére. Többnyire angol felmenőkkel rendelkezik.
Családja hatéves korában a Mississippi állambéli Pascagoula környékére költözött. A Pascagoula folyó melletti öblös vidéken nőtt fel.
Tatum arról beszélt, hogy gyerekkorában figyelemhiányos hiperaktivitás-zavarral (ADHD) és diszlexiával küzdött, ami befolyásolta az iskolában való tanulást.
Fiatalkorában aktívan sportolt: amerikai futball, labdarúgás, baseball és kungfu. 1998-ban érettségizett a tampai katolikus középiskolában. Sport ösztöndíjjal jutott be a glenvillei állami főiskolára, ezt azonban otthagyta. Hazatért és dolgozni kezdett. Táncosként dolgozott, később pedig modellkedni kezdett.

## Pályafutása
A floridai Orlandoban mutatkozott be táncosként Ricky Martin egyik klipjében. Volt Armani és Dolce & Gabbana modell. Szerepelt a Vogueban és modellkedett Olaszországban is.
2004-ben kezdte színészi karrierjét, amikor epizódszerepet vállalt a CSI: Miami helyszínelők című sorozatban. 2005-ben Samuel L. Jacksonnal játszott együtt a Carter edző című filmdrámában. 2006-ban megkapta a Step Up című film főszerepét. A filmben egy lázadó hiphoptáncost alakít. 2008-ban mellékszerepet játszott a Step Up folytatásában a Streetdance – Step Up 2.-ben.
2009-ben három mozifilmben is feltűnt: Közellenségek, Bunyó, G. I. Joe: A kobra árnyéka, Kedves John!.

## Magánélete
Tatum 2006-ban találkozott Jenna Dewan színésznővel a Step Up című film forgatásán, és 2009. július 11-én házasodtak össze a kaliforniai Malibuban. Egy lányuk van, aki 2013-ban született. 2018. április 2-án a pár bejelentette, hogy szakítanak. Hat hónappal később Dewan beadta a válópert. A válást 2019 novemberében véglegesítették.
Tatum 2018-2020 között Jessie J angol énekesnővel járt. 2021-ben kezdett el járni Zoë Kravitzzel.

## Filmográfia

### Film

#### Producer
| Év   | Magyar cím                         | Eredeti cím                 | Megjegyzések                       |
| ---- | ---------------------------------- | --------------------------- | ---------------------------------- |
| 2010 |                                    | Earth Made of Glass         | dokumentumfilm vezető filmproducer |
| 2011 | Újra együtt                        | 10 Years                    |                                    |
| 2012 | 21 Jump Street – A kopasz osztag   | 21 Jump Street              | vezető filmproducer                |
| 2012 | Magic Mike                         | Magic Mike                  |                                    |
| 2013 | Az elnök végveszélyben             | White House Down            | vezető filmproducer                |
| 2014 | 22 Jump Street – A túlkoros osztag | 22 Jump Street              |                                    |
| 2015 | Magic Mike XXL                     | Magic Mike XXL              |                                    |
| 2017 | Logan Lucky – A tuti balhé         | Logan Lucky                 |                                    |
| 2018 |                                    | 6 Balloons                  |                                    |
| 2021 | Amerika: A mozgókép                | America: The Motion Picture |                                    |
| 2022 | Katonadolog                        | Dog                         | filmrendező és producer            |
| 2024 | Az űrhajós                         | Spaceman                    |                                    |

#### Színész
| Év   | Magyar cím                         | Eredeti cím                        | Szerep                                     | Magyar hang            | Rendező(k)                          |
| ---- | ---------------------------------- | ---------------------------------- | ------------------------------------------ | ---------------------- | ----------------------------------- |
| 2005 | Carter edző                        | Coach Carter                       | Jason Lyle                                 | Dévai Balázs           | Thomas Carter                       |
| 2005 | Ámok                               | Havoc                              | Nick                                       | Molnár Levente         | Barbara Kopple                      |
| 2005 |                                    | Supercross                         | Rowdy Sparks                               |                        | Steve Boyum                         |
| 2005 | Világok harca                      | War of the Worlds                  | fiú a templomban (stáblistán nem szerepel) | Seszták Szabolcs       | Steven Spielberg                    |
| 2006 | Micsoda srác ez a lány!            | She's the Man                      | Duke Orsino                                | Gacsal Ádám            | Andy Fickman                        |
| 2006 | Step Up                            | Step Up                            | Tyler Gage                                 | Király Attila          | Anne Fletcher                       |
| 2006 | Őrangyallal, védtelenül            | A Guide to Recognizing Your Saints | Antonio fiatalon                           | Markovics Tamás        | Dito Montiel                        |
| 2007 |                                    | The Trap (rövidfilm)               | Greg                                       |                        | Rita Wilson                         |
| 2007 | Seattle öt napja                   | Battle in Seattle                  | Johnson                                    | Markovics Tamás        | Stuart Townsend                     |
| 2008 | Streetdance – Step Up 2.           | Step Up 2: The Streets             | Tyler Gage (cameo)                         | Előd Botond            | Jon M. Chu                          |
| 2008 | A sereg nem enged                  | Stop-Loss                          | Steve Shriver                              | Kolovratnik Krisztián  | Kimberly Peirce                     |
| 2009 | Bunyó                              | Fighting                           | Shawn MacArthur                            | Markovics Tamás        | Dito Montiel (2)                    |
| 2009 | Közellenségek                      | Public Enemies                     | Pretty Boy Floyd                           | Pálmai Szabolcs        | Michael Mann                        |
| 2009 | G. I. Joe: A kobra árnyéka         | G.I. Joe: The Rise of Cobra        | Conrad S. Hauser / Duke                    | Széles László          | Stephen Sommers                     |
| 2010 | Kedves John!                       | Dear John                          | John Tyree                                 | Papp Dániel            | Lasse Hallström                     |
| 2011 | A dilemma                          | The Dilemma                        | Zip                                        | Dévai Balázs           | Ron Howard                          |
| 2011 | Senki fia                          | The Son of No One                  | Jonathan "Milk" White                      | Czető Roland           | Dito Montiel (3)                    |
| 2011 | A sas                              | The Eagle                          | Marcus Flavius Aquila                      | Dévai Balázs           | Kevin MacDonald                     |
| 2011 | Újra együtt                        | 10 Years                           | Jake Bills                                 | Stohl András           | Jamie Linden                        |
| 2011 | A bűn hálójában                    | Haywire                            | Aaron                                      | Dévai Balázs           | Steven Soderbergh                   |
| 2012 | Fogadom                            | The Vow                            | Leo Collins                                | Dévai Balázs           | Michael Sucsy                       |
| 2012 | 21 Jump Street – A kopasz osztag   | 21 Jump Street                     | Greg Jenko                                 | Dévai Balázs           | Phil Lord és Christopher Miller     |
| 2012 | Magic Mike                         | Magic Mike                         | Michael "Magic Mike" Lane                  | Papp Dániel            | Steven Soderbergh (2)               |
| 2013 | Mellékhatások                      | Side Effects                       | Martin Taylor                              | Papp Dániel            | Steven Soderbergh (3)               |
| 2013 | G.I. Joe: Megtorlás                | G.I. Joe: Retaliation              | Conrad S. Hauser / Duke                    | Széles László          | Jon M. Chu (2)                      |
| 2013 | Itt a vége                         | This Is the End                    | önmaga (cameo)                             | Papp Dániel            | Seth Rogen                          |
| 2013 | Itt a vége                         | This Is the End                    | önmaga (cameo)                             | Papp Dániel            | Evan Goldberg                       |
| 2013 | Az elnök végveszélyben             | White House Down                   | John Cale                                  | Dévai Balázs           | Roland Emmerich                     |
| 2013 | Don Jon                            | Don Jon                            | Connor Verreaux (cameo)                    | Papp Dániel            | Joseph Gordon-Levitt                |
| 2014 | A Lego-kaland                      | The Lego Movie                     | Superman (hangja)                          | Fluor Tomi             | Phil Lord és Christopher Miller (2) |
| 2014 | Foxcatcher                         | Foxcatcher                         | Mark Schultz                               | Papp Dániel            | Bennett Miller                      |
| 2014 | 22 Jump Street – A túlkoros osztag | 22 Jump Street                     | Greg Jenko                                 | Dévai Balázs           | Phil Lord és Christopher Miller (3) |
| 2014 | Az élet könyve                     | The Book of Life                   | Joaquin (hangja)                           | Széles Tamás           | Jorge Gutierrez                     |
| 2015 | Jupiter felemelkedése              | Jupiter Ascending                  | Caine Wise                                 | Dévai Balázs           | Lana és Lilly Wachowski             |
| 2015 | Magic Mike XXL                     | Magic Mike XXL                     | Michael "Magic Mike" Lane                  | Papp Dániel            | Gregory Jacobs                      |
| 2015 | Aljas nyolcas                      | The Hateful Eight                  | Jody Domergue                              | Dévai Balázs           | Quentin Tarantino                   |
| 2016 | Ave, Cézár!                        | Hail, Caesar!                      | Burt Gurney                                | Dévai Balázs           | Joel és Ethan Coen                  |
| 2017 | Lego Batman: A film                | The Lego Batman Movie              | Superman (hangja)                          | Fluor Tomi             | Chris McKay                         |
| 2017 | Logan Lucky – A tuti balhé         | Logan Lucky                        | Jimmy Logan                                | Pál András             | Steven Soderbergh (4)               |
| 2017 | Kingsman: Az aranykör              | Kingsman: The Golden Circle        | Tequila ügynök                             | Dévai Balázs           | Matthew Vaughn                      |
| 2018 | Apróláb                            | Smallfoot                          | Migo a jeti (hangja)                       | Szatory Dávid          | Karey Kirkpatrick                   |
| 2019 | A Lego-kaland 2.                   | The Lego Movie 2: The Second Part  | Superman (hangja)                          | Fluor Tomi             | Mike Mitchell                       |
| 2021 | Amerika: A mozgókép                | America: The Motion Picture        | George Washington (hangja)                 | Simon Kornél           | Matt Thompson                       |
| 2021 | Free Guy                           | Free Guy                           | Revenjamin Buttons                         | Papp Dániel            | Shawn Levy                          |
| 2022 | Katonadolog                        | Dog                                | Jackson Briggs                             | Papp Dániel            | Channing Tatum                      |
| 2022 | Katonadolog                        | Dog                                | Jackson Briggs                             | Papp Dániel            | Reid Carolin                        |
| 2022 | Az elveszett város                 | The Lost City                      | Alan Caprison / Dash McMahon               | Nagy Ervin             | Aaron és Adam Nee                   |
| 2022 | A gyilkos járat                    | Bullet Train                       | utas a vonaton                             | Nagy Ervin             | David Leitch                        |
| 2023 | Magic Mike utolsó tánca            | Magic Mike's Last Dance            | Michael "Magic Mike" Lane                  | Papp Dániel            | Steven Soderbergh (5)               |
| 2024 | Vigyél a holdra                    | Fly Me to the Moon                 | Cole Davis                                 | Nagy Ervin             | Greg Berlanti                       |
| 2024 | Deadpool & Rozsomák                | Deadpool & Wolverine               | Remy LeBeau / Gambit                       | Horváth-Töreki Gergely | Shawn Levy (2)                      |
| 2024 | Vészjelzés                         | Blink Twice                        | Slater King                                | Dévai Balázs           | Zoë Kravitz                         |

### Televízió
| Év        | Magyar cím              | Eredeti cím         | Szerep                     | Megjegyzések             |
| --------- | ----------------------- | ------------------- | -------------------------- | ------------------------ |
| 2004      | CSI: Miami helyszínelők | CSI: Miami          | Bob Davenport              | 1 epizód                 |
| 2012      | Saturday Night Live     | Saturday Night Live | önmaga (házigazda)         | 1 epizód                 |
| 2014      | A Simpson család        | The Simpsons        | önmaga (hangja)            | 1 epizód                 |
| 2016      | Playback párbaj         | Lip Sync Battle     | önmaga                     | 1 epizód                 |
| 2017      | Nyomozó elvtárs         | Comrade Detective   | Gregor Anghel (hangja)     | 6 epizód vezető producer |
| 2018–2022 |                         | Step Up             | nem szerepel               | vezető producer          |
| 2022      | Az afterparti           | The Afterparty      | önmaga / fiatal John Oates | 2 epizód                 |

## Fordítás
- Ez a szócikk részben vagy egészben  a   Channing Tatum című angol Wikipédia-szócikk fordításán alapul.  Az eredeti cikk szerkesztőit annak laptörténete sorolja fel. Ez a jelzés csupán a megfogalmazás eredetét és a szerzői jogokat jelzi, nem szolgál a cikkben szereplő információk forrásmegjelöléseként.